# Esteban de la Ferté
Esteban de La Ferté, también conocido como de Chartres, fue un caballero relacionado con el Rey Balduino I de Jerusalén. Ingresó en el clero y llegó a convertirse en abad de San Juan del Valle en Chartres. Fue el Patriarca de Jerusalén desde 1128 hasta su muerte en 1130.
| Predecesor: Garmond de Picquigny | Patriarca de Jerusalén 1128 – 1130 | Sucesor: Guillermo I de Malinas |

- Datos: Q3592411